# Baldo: The Guardian Owls
Baldo: The Guardian Owls è un videogioco di ruolo d'azione e avventura sviluppato e pubblicato da NAPS Team. È stato distribuito per Nintendo Switch, PlayStation 4, Xbox One, Microsoft Windows, iOS e macOS. La versione per Switch del gioco doveva essere pubblicata per la prima volta nell'estate 2020 come esclusiva per la console, ma è stata rinviata a tempo indeterminato nel settembre dello stesso anno. Il gioco è stato pubblicato il 27 agosto 2021.
Ispirato a The Legend of Zelda e ai film di Studio Ghibli, è un gioco di ruolo, d'azione e avventura, con enigmi, esplorazione e fasi di combattimento, ambientato in un mondo aperto disegnato a mano.

## Trama
Baldo si svolge nella terra immaginaria di Rodia. Nei sotterranei di questo mondo i gufi hanno sigillato una potente creatura senza cuore. Secondo la profezia, questa creatura si libererà quando nascerà un "bambino puro". Questa profezia ha iniziato a realizzarsi e il compito del giocatore è superarne le conseguenze.

## Produzione
Baldo è una produzione dello studio italiano NAPS Team. L'artista dello studio Edoardo Gulino (detto Gullo), ha dichiarato che: "L'idea è nata molto tempo fa, come un gioco chiamato The Dark Knight... Quel progetto è terminato una volta che l'era del GameBoy Advance è finita. È stato un peccato. Alcuni anni fa, quando è arrivata la tecnologia che ha permesso una migliore ombreggiatura dei cartoni animati, abbiamo pensato che fosse un buon momento per mettere di nuovo le mani sul progetto".
Il gioco è ispirato a The Legend of Zelda: "Non si concentra principalmente sul combattimento, anche se questa è una parte importante, ma condividerà molti elementi della serie Zelda... Fondamentalmente Baldo è un gioco di puzzle e dungeon, anche se all'interno ci sono molti altri segreti".
Il gioco presenta uno stile artistico di disegno a mano ispirato agli anime, inclusi i film dello Studio Ghibli e le opere di Hayao Miyazaki, con rovine, biblioteche mistiche e pittoresche città forestali, che riempiono lo schermo, ognuna con i propri colori distintivi e sfondi pittoreschi. Capone ha dichiarato: "Ho sempre amato gli anime giapponesi e quello stile sin da quando ero bambino. Ho sempre sognato un gioco che potesse portare le persone in quel tipo di mondo magico. Nessuno l'ha ancora fatto, quindi ho deciso di farlo da solo".
Il gioco è stato pubblicato il 27 agosto 2021.

## Accoglienza
Baldo ha ricevuto recensioni contrastanti o negative. Nintendo Life lo ha definito "terribilmente difficile, ripetitivo e goffo", ma ha elogiato lo stile artistico. IGN ha detto che "è quasi come se Baldo ti sfidasse in modo passivo-aggressivo a smettere del tutto di giocarlo". Nell'agosto 2021, il gioco si è classificato tredicesimo tra i giochi più scaricati dal Nintendo eShop in Europa.